# Беннетт, Брук
Брук Марий Беннетт (англ. Brooke Bennett; род. 6 мая 1980 года, Плант-Сити, Флорида) — американская пловчиха, призёр и чемпионка мира и трёхкратная победительница Олимпийских игр. Специализируется в плавании на дистанциях 400 и 800 метров вольным стилем.
Брук Беннетт - четырнадцатикратный призёр национальных первенств.
Она была занесена в Международную галерею славы плавания 2010 года.